# Hrušica, Ilirska Bistrica
Hrušica je manjša brkinska vas, s približno 300 prebivalci v Občini Ilirska Bistrica. Vas je poznana po etnoloških maskah - škoromatih. Tukajšnja skupina je organizirana pod imenom Hrušiški škoromati in je znana tako doma, kot na tujem. Glavni lik te pustne skupine je "škopit".Potem pa so zraven še drugi liki eden najbolj znanih je tako rečeno "škoromat sz zgwonci". V hrušici sta dve cerkvi, cerkev sv. Krizagona in sv. Vida, nekoč pa je v bližini vasi stala še cerkev sv. Antona. Na vhodu v vas stojita dve večji kapelici in v vasi ena manjša.